# Championnats d'Europe de tennis de table 1968
Navigation
Édition précédente Édition suivante
Les championnats d'Europe de tennis de table 1968, sixième édition des championnats d'Europe de tennis de table, ont lieu en avril 1968 à Lyon, en France.
Le titre messieurs est remporté par le croate Dragutin Šurbek.